# Ang panahon ng halimaw
Ang panahon ng halimaw (Engelse titel: Season of the Devil) is een Filipijnse zwart-witfilm uit 2018, geschreven en geregisseerd door Lav Diaz.

## Verhaal
Een afgelegen dorpje in de Filipijnse jungle wordt einde jaren 1970 onderdrukt door de militie en soldaten in uniform en gewapend met machinegeweren verspreiden er zowel fysieke als psychologische terreur. In deze sfeer vertrouwt niemand elkaar nog en de soldaten proberen het geloof van de dorpsbewoners in de legendes en geesten uit te roeien. De jonge dokter Lorena opent er een kliniek maar verdwijnt spoorloos. Haar echtgenoot Hugo Haniway, een dichter en activist, gaat op zoek naar haar en wordt geconfronteerd met een gewelddadige gemeenschap.

## Rolverdeling
| Acteur          | Personage           |
| --------------- | ------------------- |
| Piolo Pascual   | Hugo Haniway        |
| Shaina Magdayao | Lorena              |
| Pinky Amador    | Aling Sinta / Kwago |
| Hazel Orencio   | Teniente            |
| Joel Saracho    | Ahas                |
| Bart Guingona   | Paham               |

## Release
Ang panahon ng halimaw ging op 20 februari 2018 in première op het internationaal filmfestival van Berlijn in de competitie voor de Gouden Beer.